# Sigara iactans
Sigara iactans är en insektsart som beskrevs av Carl-Axel Jansson 1983. Sigara iactans ingår i släktet Sigara, och familjen buksimmare. Arten är reproducerande i Sverige.